# New Forms
Albums de Roni Size et Reprazent
In the Møde
(2000)
New Forms est le premier album de Roni Size et Reprazent, sorti en 1997.

## L'album
Il obtient dès sa sortie le Mercury Music Prize, ce qui fait alors considérer le groupe comme un modèle du drum and bass. Il atteint la 8e place des charts britanniques le 5 juillet 1997 et la 38e du Heatseekers. Il fait partie des 1001 albums qu'il faut avoir écoutés dans sa vie. 

### Titres
Tous les titres sont de Roni Size, sauf mentions. 

#### Disque 1
1. Railings (Size, Dominic Smith) (2:05)
2. Brown Paper Bag (3:46)
3. New Forms (Size, Bahamadia, DJ Suv) (4:47)
4. Let's Get It On (1:41)
5. Trust Me (5:03)
6. Digital (Size, Onallee) (6:35)
7. Matter of Fact (3:57)
8. Heroes (Size, Onallee) (4:14)
9. Share the Fall (full vocal mix) (Size, Onallee, DJ Die, Krust) (6:09)
10. Heart to Heart (Size, Onallee) (4:51)
11. Less Is More (Size, Suv) (6:15)
12. Down (Size, Die) (5:12)
13. Hi-Potent (5:08)
14. Don't Hold Back (Size, Dominic Smith) (2:57)
15. Beatbox (Size, Suv) (1:09)
16. Encore (4:31)
17. Destination (Size, Onallee, Ben Watt, Tracey Thorn) (3:51)

#### Disque 2
1. Intro (0:54)
2. Hi-Potent (6:53)
3. Trust Me (6:26)
4. Change My Life (8:27)
5. Share the Fall (Size, Onallee, Die, Krust) (6:26)
6. Down (Size, Die) (6:51)
7. Jazz (Size, Suv) (6:04)
8. Hot Stuff (Size, Krust) (6:32)
9. Ballet Dance (Size, Die) (6:41)
10. Electriks (6:20)

### Musiciens
- Tyrell : guitare
- Bahamadia : voix, programmation
- Clive Deamer : batterie
- DJ Die : programmation
- DJ Suv : programmation, mixage
- Krust : programmation
- DJ Tobs : arrangements
- Dynamite MC : voix
- Steve Graham : guitare acoustique
- Onallee : voix
- Adrian Place : saxophone
- Roni Size : programmation, mixage
- St. John : basse